# ارلامونده
شهر ارلامونده (به آلمانی: Orlamünde) در ایالت تورینگن در کشور آلمان واقع شده‌است.

## نگارخانه

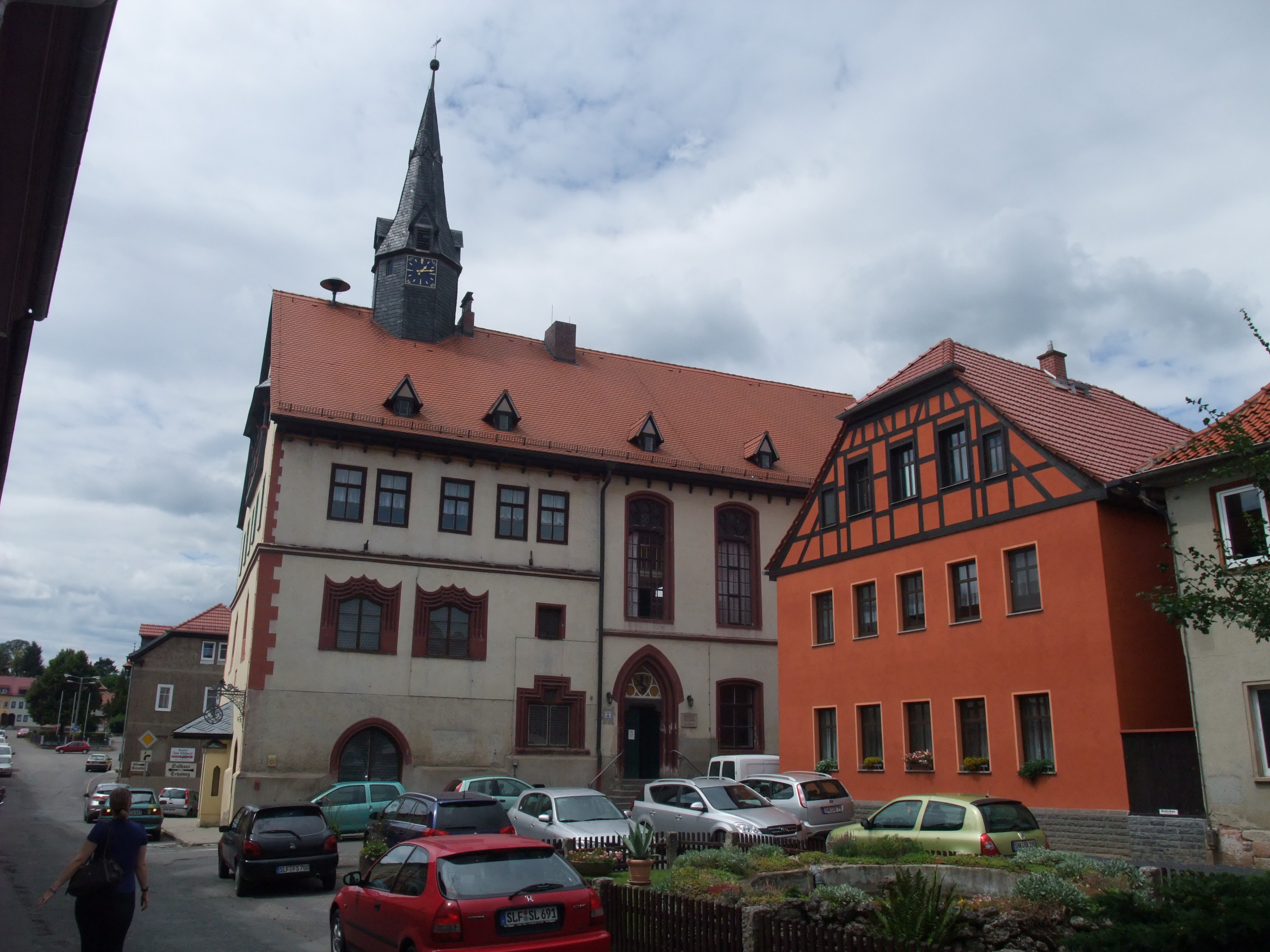
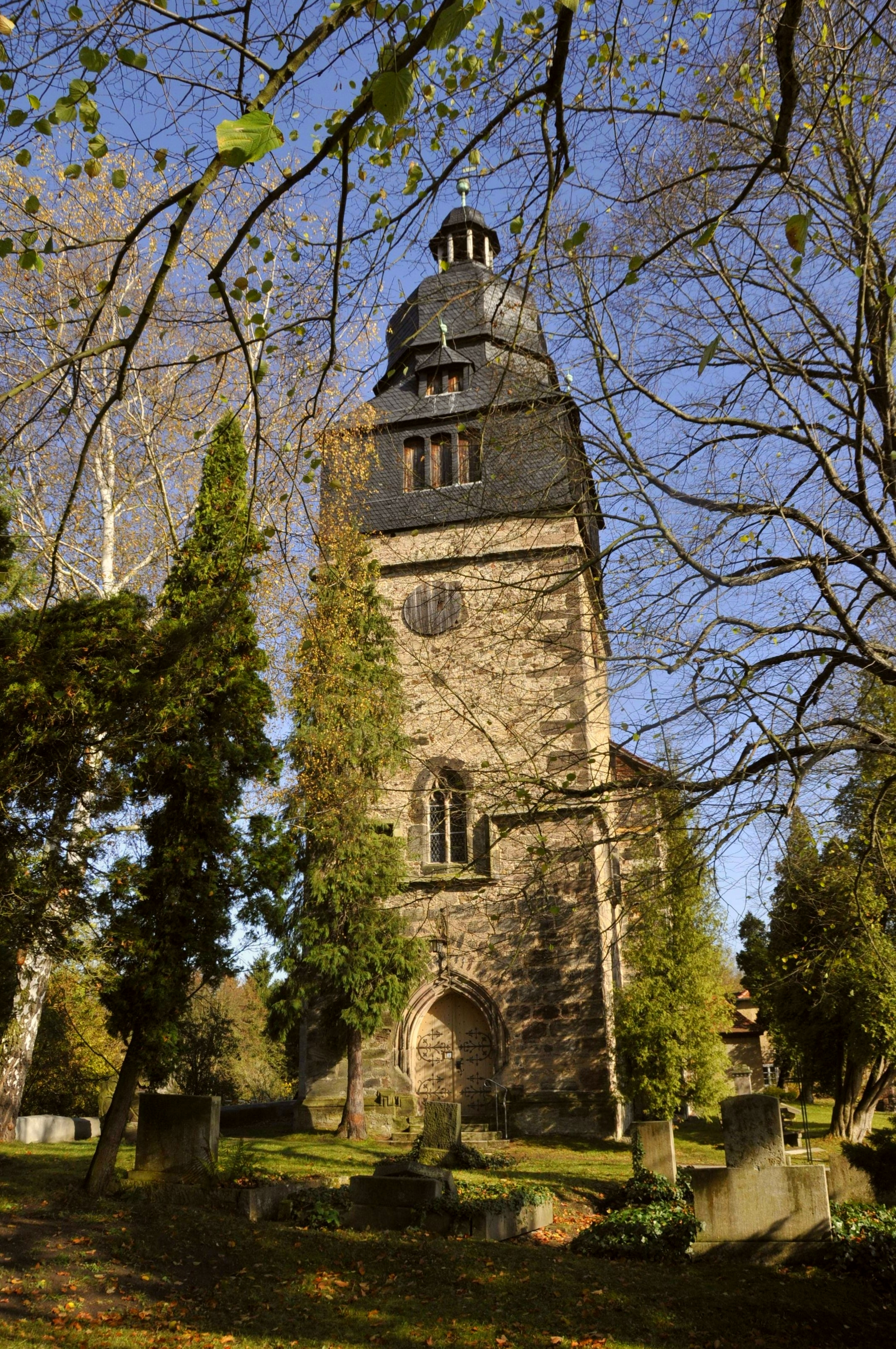
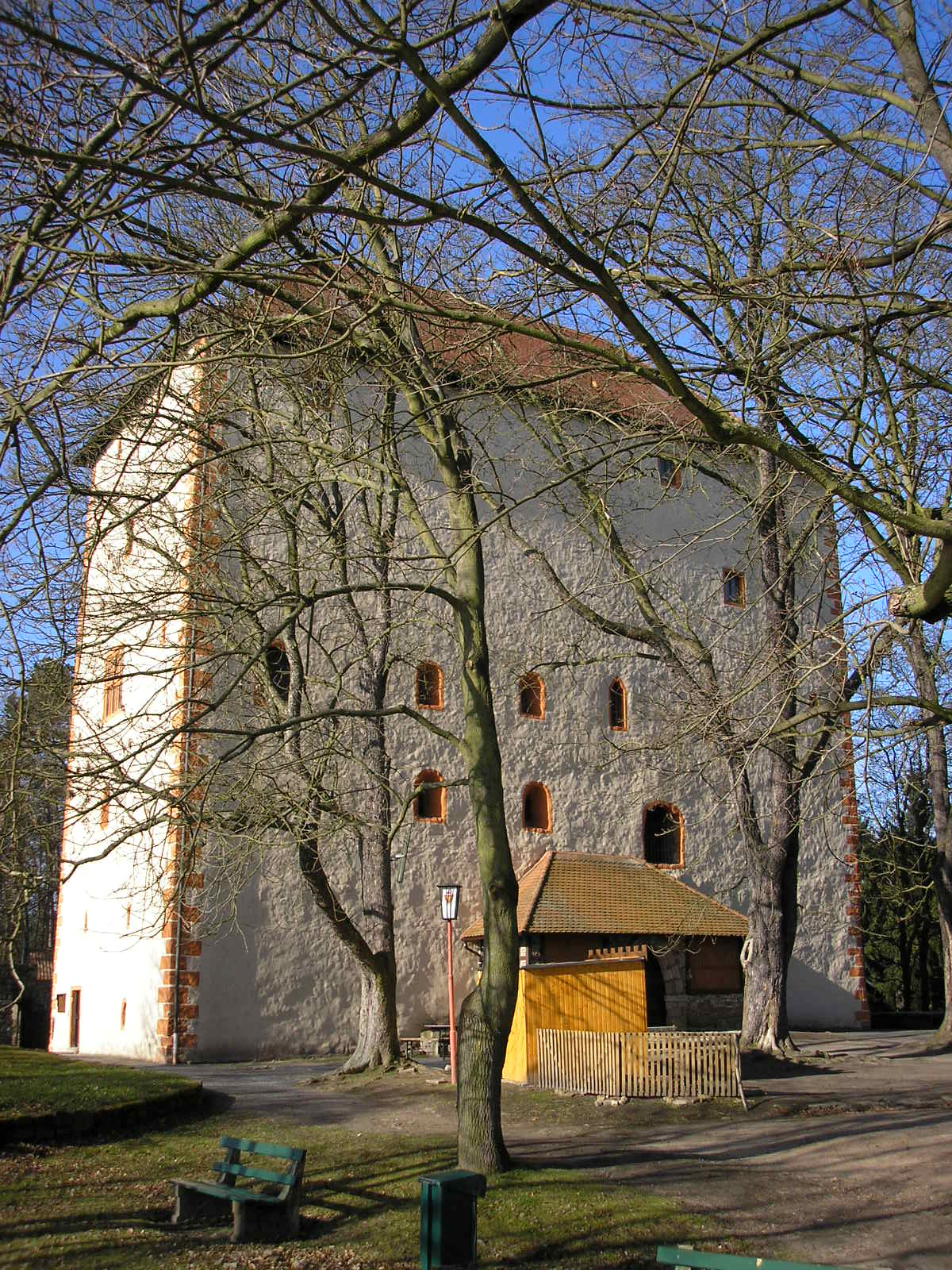